# Saison 2020-2021 de l'Aviron bayonnais rugby pro
Cette page présente la saison 2020-2021 de l'Aviron bayonnais rugby pro en Top 14 et en challenge européen.

## Entraîneurs
- Yannick Bru : responsable du secteur sportif
- Rémy Ladauge : entraîneur des arrières
- Joël Rey : entraîneur des avants
- Éric Artiguste : consultant
- Ludovic Loustau : préparateur physique en chef
- Jean-Philippe Bonrepaux : préparateur physique

## Effectif
| Nom                      | Poste            | Naissance          | Nationalité sportive | Sélections (points marqués) | Dernier club                 | Arrivée au club (année) |
| ------------------------ | ---------------- | ------------------ | -------------------- | --------------------------- | ---------------------------- | ----------------------- |
| Viliamu Afatia           | Pilier           | 24 mai 1990        | Samoa                |                             | Racing 92                    | 2019                    |
| Ugo Boniface             | Pilier           | 21 juillet 1998    | France               | -                           | Formé au club                | 2017                    |
| Swan Cormenier           | Pilier           | 18 janvier 1996    | France               | -                           | Sporting Club Albigeois      | 2019                    |
| Jean-Baptiste de Clercq  | Pilier           | 23 février 1994    | Belgique             |                             | FC Oloron                    | 2019                    |
| Luc Mousset              | Pilier           | 3 avril 1994       | France               | -                           | Stade rochelais              | 2018                    |
| Sam Nixon                | Pilier           | 15 juin 1996       | Angleterre           |                             | Bath Rugby                   | 2020                    |
| Vincent Pelo             | Pilier           | 22 avril 1988      | France               |                             | Stade rochelais              | 2020                    |
| Matis Perchaud           | Pilier           | 17 septembre 2002  | France               | -                           | Formé au club                | 2020                    |
| Toma'akino Taufa         | Pilier           | 9 mars 1995        | Tonga                |                             | Formé au club                | 2016                    |
| Maxime Delonca           | Talonneur        | 29 avril 1988      | France               | -                           | US Dax                       | 2018                    |
| John Ulugia              | Talonneur        | 17 janvier 1986    | Australie            |                             | ASM Clermont                 | 2020                    |
| Torsten van Jaarsveld    | Talonneur        | 30 juin 1987       | Namibie              |                             | Cheetahs Free State Cheetahs | 2018                    |
| Guillaume Ducat          | Deuxième ligne   | 25 mai 1996        | France               | -                           | Formé au club                | 2015                    |
| Mariano Galarza          | Deuxième ligne   | 11 décembre 1986   | Argentine            |                             | Union Bordeaux Bègles        | 2019                    |
| Alexandre Manukula       | Deuxième ligne   | 5 août 1996        | France               |                             | US Colomiers                 | 2020                    |
| Hugh Pyle                | Deuxième ligne   | 21 septembre 1988  | Australie            |                             | Stade français               | 2020                    |
| Matthew "Mat" Luamanu    | Deuxième ligne   | 25 novembre 1988   | Samoa                |                             | Harlequin Football Club      | 2019                    |
| Bastien Bergounioux      | Troisième ligne  | 18 juin 1996       | France               | -                           | Formé au club                | 2018                    |
| Tom Darlet               | Troisième ligne  | 6 août 1996        | France               | -                           | Formé au club                | 2018                    |
| Arnaud Duputs            | Troisième ligne  | 26 juillet 1995    | France               | -                           | Formé au club                | 2015                    |
| Jean Monribot            | Troisième ligne  | 11 octobre 1987    | France               | -                           | RC Toulon                    | 2019                    |
| Asier Usarraga           | Troisième ligne  | 31 décembre 1994   | Espagne              |                             | Biarritz olympique           | 2020                    |
| Baptiste Heguy           | Troisième ligne  | 11 mai 1998        | France               | -                           | Formé au club                | 2017                    |
| Filimo Taofifenua        | Troisième ligne  | 15 octobre 1993    | France               | -                           | US Dax                       | 2018                    |
| André Gorin              | Troisième ligne  | 30 novembre 1987   | Roumanie             |                             | Rugby Club Massy Essonne     | 2019                    |
| Guillaume Rouet          | Demi de mêlée    | 13 août 1988       | Espagne              |                             | Formé au club                | 2012                    |
| Michael Ruru             | Demi de mêlée    | 3 décembre 1990    | Nouvelle-Zélande     | -                           | Melbourne Rebels             | 2019                    |
| Hugo Zabalza             | Demi de mêlée    | 12 avril 2000      | France               | -                           | Formé au club                | 2019                    |
| Thomas Dolhagaray        | Demi d'ouverture | 21 mai 2000        | France               | -                           | Formé au club                | 2019                    |
| Brandon Fajardo          | Demi d'ouverture | 25 juin 1994       | France               | -                           | Colomiers Rugby              | 2019                    |
| Maxime Lafage            | Demi d'ouverture | 1er septembre 1994 | France               | -                           | Stade rochelais              | 2019                    |
| Manuel Ordas             | Demi d'ouverture | 21 février 1998    | France               | -                           | Formé au club                | 2017                    |
| Romain Barthélémy        | Centre           | 25 janvier 1990    | France               | -                           | SC Albi                      | 2018                    |
| Malietoa Hingano         | Centre           | 27 janvier 1992    | Tonga                |                             | Stade Français Paris         | 2019                    |
| Yan Lestrade             | Centre           | 21 mars 1997       | France               | -                           | Formé au club                | 2017                    |
| Izaia Perese             | Centre           | 17 mai 1997        | Australie            |                             | Brisbane Broncos             | 2020                    |
| Alofa Alofa              | Centre           | 12 mars 1991       | Samoa                |                             | Harlequin Football Club      | 2019                    |
| Peyo Muscarditz          | Centre           | 2 janvier 1996     | France               | -                           | Formé au club                | 2016                    |
| Sean Robinson            | Centre           | 2 novembre 1993    | Afrique du Sud       | -                           | Racing 92                    | 2017                    |
| Rémy Baget               | Ailier           | 27 juillet 1997    | France               | -                           | Stade Toulousain             | 2018                    |
| Djibril Camara           | Ailier           | 22 juin 1989       | France               |                             | Stade français               | 2019                    |
| Arthur Duhau             | Ailier           | 9 août 1997        | France               | -                           | Formé au club                | 2017                    |
| Latu Fonomanu Latunipulu | Ailier           | 15 décembre 1996   | Australie            | -                           | Sydney Rays                  | 2019                    |
| Joe Ravouvou             | Ailier           | 21 mars 1991       | Nouvelle-Zélande     | à 7                         | à 7                          | 2020                    |
| Guillaume Martocq        | Ailier           | 23 août 1999       | France               | -                           | Formé au club                | 2018                    |
| Gaëtan Germain           | Arrière          | 2 juillet 1990     | France               |                             | FC Grenoble                  | 2020                    |
| Aymeric Luc              | Arrière          | 14 octobre 1997    | France               | -                           | Formé au club                | 2018                    |

## Calendrier
- R : Match reporté à une date ultérieure en raison de la pandémie de Covid-19.
- Sur fond bleu : En position de qualifiable pour la phase finale de Top 14 (de la 1re à la 6e place).
- Sur fond rose : En position de relégable en Pro D2 (13e et 14e places).

| Date du match     | Domicile              | Extérieur             | Score (bonus) | Lieu du match              | Catégorie                   | Classement |
| ----------------- | --------------------- | --------------------- | ------------- | -------------------------- | --------------------------- | ---------- |
| 6 septembre 2020  | CA Brive              | Aviron bayonnais      | 42 - 23       | Stade Amédée-Domenech      | 01re journée de Top 14      | 14         |
| 12 septembre 2020 | Aviron bayonnais      | ASM Clermont          | 21 - 19 (BD)  | Stade Jean-Dauger          | 02e journée de Top 14       | 11         |
| 2 octobre 2020    | Stade français        | Aviron bayonnais      | 19 - 26       | Stade Jean-Bouin           | 03e journée de Top 14       | 6          |
| 9 octobre 2020    | Aviron bayonnais      | Stade rochelais       | 19 - 36 (BO)  | Stade Jean-Dauger          | 04e journée de Top 14       | 8          |
| 18 octobre 2020   | Lyon OU               | Aviron bayonnais      | (BO) 62 - 10  | Matmut Stadium Gerland     | 05e journée de Top 14       | 9          |
| 24 octobre 2020   | SU Agen               | Aviron bayonnais      | 15 - 26       | Stade Armandie             | 06e journée de Top 14       | 9          |
| 7 novembre 2020   | Union Bordeaux Bègles | Aviron bayonnais      | (BO) 43 - 19  | Matmut Stadium Gerland     | 08e journée de Top 14       | 10         |
| 14 novembre 2020  | Aviron bayonnais      | Montpellier HR        | 29 - 20       | Stade Jean-Dauger          | 09e journée de Top 14       | 9          |
| 21 novembre 2020  | Aviron bayonnais      | RC Toulon             | 35 - 29       | Stade Jean-Dauger          | 07e journée de Top 14       | 8          |
| 29 novembre 2020  | Racing 92             | Aviron bayonnais      | (BO) 43 - 17  | Paris La Défense Arena     | 10e journée de Top 14       | 9          |
| 5 décembre 2020   | Aviron bayonnais      | Stade toulousain      | (BD) 20 - 24  | Stade Jean-Dauger          | 11e journée de Top 14       | 9          |
| 16 janvier 2021   | Aviron bayonnais      | Section paloise       | (BD) 22 - 23  | Stade Jean-Dauger          | 13e journée de Top 14       | 12         |
| 22 janvier 2021   | Stade rochelais       | Aviron bayonnais      | (BO) 40 - 3   | Stade Marcel-Deflandre     | 19e journée de Top 14       | 12         |
| 7 février 2021    | Castres Olympique     | Aviron bayonnais      | 31 - 21       | Stade Pierre-Fabre         | 12e journée de Top 14       | 13         |
| 14 février 2021   | Aviron bayonnais      | CA Brive              | 26 - 23 (BD)  | Stade Jean-Dauger          | 16e journée de Top 14       | 13         |
| 20 février 2021   | ASM Clermont          | Aviron bayonnais      | (BO) 73 - 3   | Stade Marcel-Michelin      | 17e journée de Top 14       | 13         |
| 26 février 2021   | RC Toulon             | Aviron bayonnais      | (BD) 14 - 16  | Stade Mayol                | 14e journée de Top 14       | 13         |
| 6 mars 2021       | Aviron bayonnais      | Lyon OU               | 20 - 28       | Stade Jean-Dauger          | 18e journée de Top 14       | 13         |
| 13 mars 2021      | Aviron bayonnais      | SU Agen               | (BO) 48 - 20  | Stade Jean-Dauger          | 15e journée de Top 14       | 12         |
| 27 mars 2021      | Aviron bayonnais      | Racing 92             | 23 - 13       | Stade Jean-Dauger          | 20e journée de Top 14       | 12         |
| 17 avril 2021     | Section paloise       | Aviron bayonnais      | 43 - 33       | Stade du Hameau            | 21e journée de Top 14       | 12         |
| 29 avril 2021     | Aviron bayonnais      | Castres Olympique     | 23 - 26       | Stade Jean-Dauger          | 22e journée de Top 14       | 12         |
| 8 mai 2021        | Aviron bayonnais      | Union Bordeaux Bègles | 22 - 47       | Stade Jean-Dauger          | 23e journée de Top 14       | 13         |
| 15 mai 2021       | Stade toulousain      | Aviron bayonnais      | (BD) 28 - 32  | Stade Ernest-Wallon        | 24e journée de Top 14       | 12         |
| 29 mai 2021       | Montpellier HR        | Aviron bayonnais      | 23 - 19 (BD)  | GGL Stadium                | 25e journée de Top 14       | 12         |
| 5 juin 2021       | Aviron bayonnais      | Stade français        | (BD) 9 - 12   | Stade Jean-Dauger          | 26e journée de Top 14       | 13         |
| 12 juin 2021      | Biarritz Olympique    | Aviron bayonnais      | 6 - 6         | Parc des Sports d'Aguiléra | Barrage accession de Top 14 | -          |

### Challenge européen
Dans le Challenge européen, l'Aviron bayonnais et est opposée aux Italiens des Zebre et aux Anglais du Leicester Tigers.
| - Zebre - Aviron bayonnais : 25 - 25 - Aviron bayonnais - Leicester Tigers : 20 - 28 | - Leicester Tigers - Aviron bayonnais : Annulé - Aviron bayonnais - Zebre : Annulé |

Avec 1 nul et 1 défaite, l'Aviron bayonnais termine 10e et n'est qualifié pour les huitièmes de finale.

## Statistiques

### Championnat de France
Meilleurs réalisateurs
| Rang | Joueur | Poste | Points | Essais | Transf. | Pén. | Drops |
| ---- | ------ | ----- | ------ | ------ | ------- | ---- | ----- |
| 1    | -      | -     | -      | -      | -       | -    | -     |
| 2    | -      | -     | -      | -      | -       | -    | -     |
| 3    | -      | -     | -      | -      | -       | -    | -     |

Meilleurs marqueurs
| Rang | Joueur | Poste | Essais |
| ---- | ------ | ----- | ------ |
| 1    | -      | -     | -      |
| 2    | -      | -     | -      |
| 3    | -      | -     | -      |
| 4    | -      | -     | -      |
| 5    | -      | -     | -      |

### Challenge européen
Meilleurs réalisateurs
| Rang | Joueur | Poste | Points | Essais | Transf. | Pén. | Drops |
| ---- | ------ | ----- | ------ | ------ | ------- | ---- | ----- |
| 1    | -      | -     | -      | -      | -       | -    | -     |
| 2    | -      | -     | -      | -      | -       | -    | -     |
| 3    | -      | -     | -      | -      | -       | -    | -     |

Meilleurs marqueurs
| Rang | Joueur | Poste | Essais |
| ---- | ------ | ----- | ------ |
| 1    | -      | -     | -      |
| 2    | -      | -     | -      |
| 3    | -      | -     | -      |
| 4    | -      | -     | -      |
| 5    | -      | -     | -      |